# Procés de formació de les lleis a la Unió Europea
El procés de formació de les lleis a la Unió Europea està establit a l'Acta Única Europea.

## Fases
1. La Comissió tira endavant una iniciativa legislativa que envia al Consell de Ministres.
2. El Consell de Ministres consulta amb el Parlament Europeu i, fins i tot en alguns casos, amb el Comitè Econòmic i Social. Aquests emeten unes Opinions.
3. El Parlament Europeu considera una base legal per a la iniciativa.
4. El comitè del Parlament adopta un informe, que pot tindre esmenes.
5. El Parlament fa una sessió amb el ple per a considerar l'informa amb una primera lectura. Aleshores pot rebutjar la iniciativa o es pot posar d'acord en fer-hi esmenes (Opinió en resolució legislativa) o es pot posar d'acord sense posar esmenes (Opinió en resolució legislativa)
6. El Comitè Econòmic i Social dona la seua Opinió.
7. La Comissió considera les esmenes i en el termini d'un mes les accepta o les rebutja o abandona la iniciatva i la torna a tirar endavant incloent totes o algunes esmenes.[1]
8. Sense cap límit de temps, el Consell adopta una Posició Comuna i pot acceptar o rebutjar les esmenes fetes pel Parlament excepte si la comissió haguera tirat endavant una iniciativa modificada.[2] La Posició Comuna és enviada al Parlament Europeu.
9. La Posició Comuna del Consell és referida al comitè del Parlament que havia fet el primer informe.
10. Aquest comitè recomanada al ple en sessió del Parlament que: la rebutge, l'accepte amb esmenes o l'accepte sense esmenes.
11. En el termini de tres mesos, el Parlament ha d'adoptar una d'aquestes recomanacions.
12. La Comissió pot, en el termini d'un mes, revisar la Posició Comuna i incloure alguna o totes les esmenes fetes pel Parlament i després tira endavant la iniciativa revisada al Consell.
13. En el termini de tres mesos, el Consell ha d'adoptar la iniciativa revisada per majoria qualificada. La unanimitat és un requeriment per a esmenar la iniciativa revisada.
14. Finalment, la iniciaitva esdevé una llei.[3]

## Història
Durant els anys vuitanta, hi havia queixes per la lentitud i insatisfacció respecte el procés de prendre decisions de la Unió Europea. Per això mateixa, l'Acta Única Europea, en vigor des de 1987, esmenà el procediment legislatiu perquè hi haguera cooperació entre les institucions. Concretament introduí la segona lectura feta pel Parlament Europeu després de l'arribada a una Posició Comuna.